# Leichtathletikgemeinschaft Göttingen
Die Leichtathletikgemeinschaft Göttingen (kurz: LG Göttingen oder LGG) ist ein Leichtathletikverein und NLV-Stützpunkt in Göttingen.

## Historie
Am 5. Februar 1991 wurde die LG Göttingen gegründet, die die Leichtathletikabteilungen von vier Vereinen miteinander vereinte, nämlich des 1. SC Göttingen 05, Tuspo 1861 Göttingen (heute: Turn- und Wassersportverein Göttingen 1861), ASC 1846 Göttingen und TSV Waake.
Zum Gründungszeitpunkt hatte die LGG 522 Mitglieder. Die Hauptinitiatoren dieser LG waren Klaus Kumbier, Hans-Joachim Perk und Joachim Finke.

## Wettkampf

### Aktuelle Sportler
- Neele Eckhard-Noack (Deutsche Meisterin 2018 und 2022 im Dreisprung, deutsche Hallenmeisterin 2018, 2020 und 2021 im Dreisprung und Teilnehmerin an den Olympischen Spielen 2020 und Weltmeisterschaften 2022)[3]
- Ida-Sophie Hegemann (Vizeweltmeisterin 2023, Teamwertung Traillauf Langdistanz)
- Merle Homeier (Deutsche U20-Hallenmeisterin 2018 im Weitsprung, deutsche Vizemeisterin 2019 im Weitsprung, deutsche Vizehallenmeisterin 2021 im Weitsprung und Teilnehmerin an den Weltmeisterschaften 2022)[4]
- Kira Wittmann (Deutsche U23-Meisterin 2022 im Dreisprung und deutsche Hallenmeisterin 2023 im Dreisprung)[5][6]
- Luis Oberbeck (Deutscher Meister 2023 im 800-Meter-Lauf)[7]

### Ehemalige Sportler
- Thorsten Tiller (Deutscher Meister 1984 über 3000 m Hindernis)
- Sabine Nolte (Deutsche Jugendmeisterin 1985 im 400-m-Hürdenlauf)
- Christiane Finke (Deutsche Meisterin 1985 im Crosslauf Mittelstrecke)
- Antje Winkelmann (Deutsche Meisterin 1988 im Crosslauf Langstrecke)
- Sabine Nolte, Christiane Finke u. Almuth Potschka (Deutsche Meisterschaft 1988 als Mannschaft im Crosslauf Mittelstrecke)
- Michael Mertens (Teilnehmer im Kugelstoßen an den Olympischen Spielen 1996 und 2000, Hallen-WM 1997, Hallen-EM 1998)[8]

## Standort
Die Wettkampfs- und Trainingsstätte der LG Göttingen ist das Jahnstadion. Dieses liegt im Jahnsportpark Göttingen und damit mitten im Naherholungsgebiet Kiessee.
Die 2008 komplett sanierte Laufbahn entspricht den aktuellen Standards für nationale und internationale Leichtathletikmeetings. Darüber hinaus wurde unter der neuen Stehtribüne ein „Laufschlauch“ von 60 Meter Länge errichtet, der mit einem spikefesten Belag und einer abdeckbaren Weitsprunggrube ausgestattet ist und unter anderem als Aufwärm- oder Trainingshalle genutzt werden kann.